# Vladimir Vysotskij
Vladimir Semjonovitj Vysotskij (ryska: Владимир Семёнович Высоцкий), född 25 januari 1938 i Moskva, död 25 juli 1980 i Moskva, var en sovjetisk skådespelare, sångare och poet. Han var en av Sovjetunionens mest kända gitarrpoeter, komponerade sina sånger och framförde dem till ackompanjemang av sin sjusträngade gitarr.
Vladimir Vysotskij spelade tjugotalet teaterroller på Tagankateatern i Moskva (1964–1980), däribland Hamlet (Shakespeares Hamlet), Galilei (Brechts Galileis liv), Lopachin (i Tjechovs Körsbärsträdgården). På film spelade han bland annat med i Svarta katten (Mesto vstretji izmenit nelzja), Korta möten (Korotkije vstretji), Små tragedier (Malenkije tragedii), Interventionen (Interventsija), Taigans herre (Chozjain tajgi), Vertikal, Hur Tsar Peter gifte bort sin morian (Skaz pro to, kak tsar Petr arapa zjenil).
Enligt en enkätförfrågan från Ryska institutet för opinionsundersökningar (VTSIOM) år 2010 intog Vysotskij andra plats på listan över 1900-talets idoler, efter Jurij Gagarin. Enligt en rundfråga från gallupinstitutet FOM i juli 2011 kände 98 procent av ryssarna till namnet Vladimir Vysotskij, och 70 procent svarade att de tycker om hans sånger och ansåg att hans verk är en viktig del av den inhemska 1900-talskulturen.

## Biografi

### Härkomst
Fadern, Semjon Vladimirovitj (Volfovitj) Vysotskij (1915–1997), var bördig från Kiev. Han var överste, verkade som sambandsofficer och var krigsveteran från Stora fosterländska kriget, innehavare av mer än 20 ordnar och medaljer samt hedersmedborgare i städerna Kladno och Prag (Tjeckien).
Farbrodern Aleksej Vladimirovitj Vysotskij (1919–1977) var författare. Han deltog i andra världskriget som artillerist, var överste och innehavare av sex ordnar och tre medaljer.
Farfadern, som också hette Vladimir Semjonovitj Vysotskij (men ursprungligen Wolf Sjlimovitj), föddes 1889 i Brest (vid den tiden Brest-Litovsk) i en lärarfamilj. Han flyttade till Kiev och skaffade sig tre högre utbildningar inom juridik, ekonomi och kemi. Han dog 1962.
Farmodern, Darja Aleksejevna (född Debora Jevsejevna Bronsjtein; 1891–1970), var sjuksköterska och kosmetolog.
Modern, Nina Maximovna (född Serjogina; 1912—2003), studerade vid Moskvainstitutet för främmande språk. Hon arbetade som översättare och tolk från tyska vid Sovjetunionens centrala fackföreningsråd VTSSPS ('Vsesojuznyj tsentralnyj sovjet profesionalnych sojuzov') och därefter som Intourist-guide. Under de första krigsåren tjänstgjorde hon på transkriptionsbyrån vid Sovjetunionens geodesi- och kartografistyrelse ('Glavnoje ypravlenije geodezii i kartografii MVD SSSR'). Hon avslutade sitt yrkesverksamma liv som föreståndare för rymdindustrins tekniska dokumentationsbyrå ('Bjuro technicheskoj dokumentatsii v NIIchimmasje').
Morfadern, Maxim Ivanovitj Serjogin, flyttade vid 14 års ålder till Moskva från byn Ogarjov i Tulaguvernementet. Han arbetade som portier på olika hotell i Moskva. Med sin fru Jevdokija Andrejevna Sinotovaja fick han fem barn, däribland Nina Maximovna född 1912. Efter föräldrarnas förtida död fick hon klara sig själv och uppfostra sin yngre bror.

### Barndom
Vladimir Vysotskij föddes 25 januari 1938 klockan 9.40 i Moskva. Han föddes i barnbördshus nummer 8 på Tretjaja Mestjanskaja ulitsa 61/2 ('Tredje borgargatan', numera Stjepkingatan), där en minnestavla finns uppsatt på väggen. Under sin tidigaste barndom bodde han i en kommunal lägenhet på Pervaja Mestjanskaja ulitsa ('Första borgargatan') 126; huset revs 1955, och där byggdes ett nytt hus som fick adressen Prospekt Mira ('Fredsavenyn') 76.
| ”                                            | 38 lägenheter delade på en toalett | „ |
| – Balladen om barndomen., Vladimir Vysotskij |                                    |   |

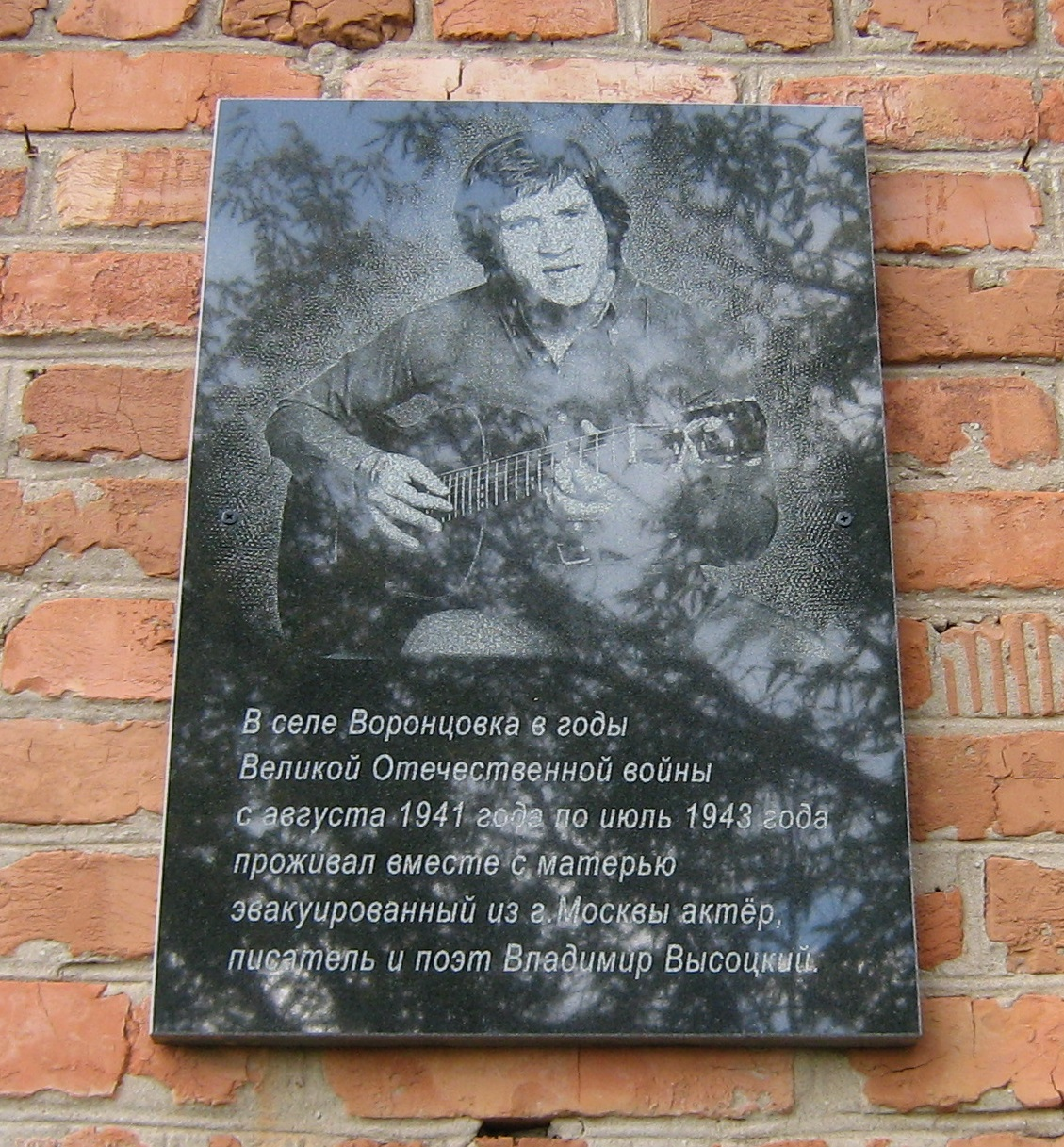
Minnestavla i byn Vorontsovka i Orenburg oblast. Fotograf: Vladimir Travkin

Under andra världskriget var Vysotskij och hans mor från augusti 1941 till juli 1943 evakuerade till byn Vorontsovka i Orenburg oblast i södra Ryssland. Därefter återvände de till Moskva, och 1945 började Vysotskij första klass i skola nummer 273 på Prospekt Mira ('Fredsavenyn') 68 c3.
När Vysotskijs föräldrar skilde sig 1947 flyttade han till sin far och dennes nya hustru, armeniskan Jevgenija Stepanovna Vysotskajа-Lichalatova (född Martirosova; 1918—1988). Vysotskij kallade sin styvmor Zjenja, och han lät även döpa sig i den armeniska kyrkan för hennes skull. Mellan 1947 och 1949 bodde de i Eberswalde i östra Tyskland, där fadern tjänstgjorde och där Volodja lärde sig spela piano och cykla.
I oktober 1949 återvände han med familjen till Moskva och började i femte klass i skola nummer 186, som låg i närheten av deras lägenhet på Bolsjoj Karetnyj pereulok ('Stora vagnsgränd') 15, lägenhet 4. På huset finns numera en minnestavla utformad av Moskvaarkitekten Robert Rubenovitj Gasparjan, och det är den första minnestavlan över en folklig idol under sovjetisk tid. Vysotskij har förevigat 'Stora vagnsgränd' i sin sång "På Bolsjoj Karetnyj".

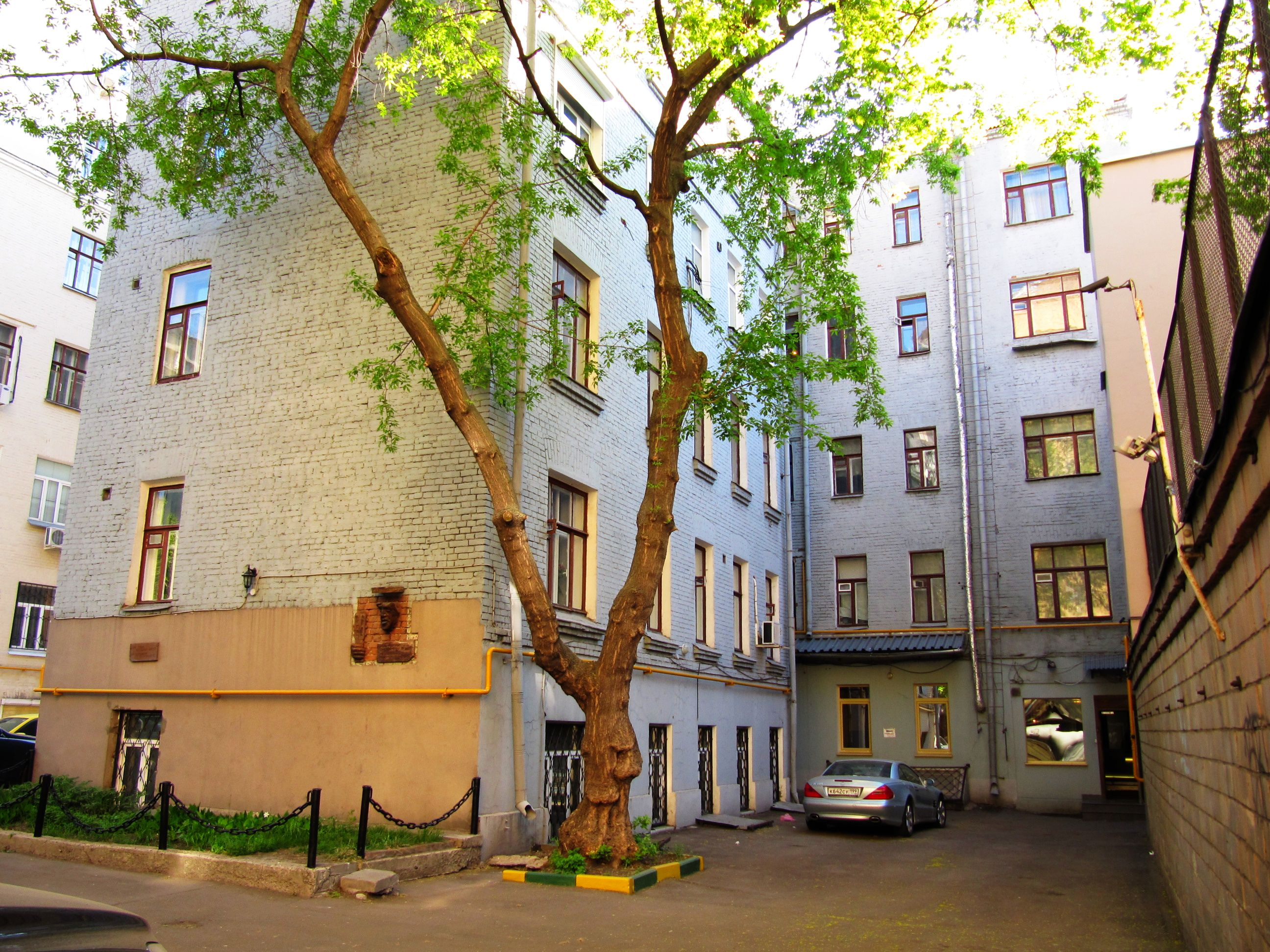
Bolsjoj Karetnyj 15 i Moskva, där Vladimir Vysotskij bodde 1949–1955.

### Början på skådespelarkarriären
Från 1953 deltog Vysotskij i en teatercirkel ledd av V. Bogomolovoj vid Konstnärliga teatern. När han slutade skolan 1955 började han på släktens inrådan på Moskvas tekniska högskola, men slutade redan efter första terminen.
Från 1955 till 1963 bodde Vysotskij med sin mor, först på Första Mestjanskaja ulitsa ('Första borgargatan') 126, och sedan i det nya huset som byggdes i dess ställe 1956, och som fick adressen Prospekt Mira ('Fredsavenyn') 76, i lägenhet 62 på fjärde våningen.
Mellan åren 1956 och 1960 studerade Vysotskij vid Konstnärliga teatern i Moskva. 1959 utmärkte han sig i sin första roll som Profirij Petrovitj i en uppsättning av Brott och straff och i sin första filmroll som studenten Petja i den melodramatiska filmen Sverstnitsy ('Jämnåriga').
Under studietiden träffade Vysotskij Iza Zjukova och de gifte sig våren 1960.
Mellan åren 1960 och 1964 arbetade Vysotskij mestadels vid Pusjkinteatern i Moskva. Under en filminspelning 1961 träffade han Ludmila Abramova, som han gifte sig med 1965. I slutet av år 1963 fick Vysotskij och hans mor en lägenhet på Sjvernikgatan 11, lägenhet 41. Där föddes makarnas andre son, Nikita, 1964. När paret skildes 1968 var Vysotskij redan känd i hela landet genom sina sånger i filmen Vertikal.

### Början på den poetiska banan
Vysotskij skrev sin första dikt, Min ed ('Moja kljatva'), 8 mars 1953, då han gick i åttonde klass, och den var tillägnad Stalin, som just hade dött.
Vysotskijs första sånger kom till i början av 1960-talet. Sången Tatueringen ('Tatuirovka') , som anses vara den första, skrevs sommaren 1961 i Leningrad, och han sjöng den för första gången i telefon till sin barndomsvän Levon Kotjarjan. Den sången var även den första inom genren tjuvsånger, som kom att utgöra en stor del av hans repertoar.

### Yrkesliv – med- och motgångar
Vladimir Vysotskij arbetade på olika Moskvascener innan han år 1964 började hos Jurij Ljubimov på Tagankateatern, där han stannade ända till sin död. Samtidigt arbetade han med film och skrev poesi och sånger.
I juli 1967 träffade Vysotskij den ryskättade franska skådespelerskan Marina Vlady ('Marina Vladimirovna Poljakova'; även känd under namnet 'Catherine Marina de Poliakoff-Baïdaroff'), som blev hans tredje och sista hustru i december 1970.
I juni 1968 skickade Vysotskij ett brev till kommunistpartiets centralkommitté med anledning av den skarpa kritiken i tidningarna mot hans tidiga sånger. Samma år kom hans första grammofonskiva ut, Sånger från filmen Vertikal.
Sommaren 1969 brast plötsligt ett blodkärl i Vladimir Vysotskijs hals, och han överlevde bara tack vare att Marina Vlady, som var i Moskva då, ringde efter ambulans och tvingade läkarna att ta med honom till sjukhuset där de fick kämpa för hans liv i 18 timmar.
29 november 1971 hade Shakespeares tragedi Hamlet premiär på Tagankateatern med Vysotskij i huvudrollen.
15 juni 1972 visade den estniska televisionen en svartvit film, Noormees Tagankalt ('Killen från Taganka') om Vladimir Vysotskij, och det var hans första framträdande på den sovjetiska televisionen.
1975 flyttade Vysotskij in i en kooperativ trerumslägenhet på 115 kvm, på 8:e våningen i ett nybyggt 14-våningshus på Lilla Georgiska gatan ('Malaja Gruzinskaja ulitsa') nummer 28.
Samma år publicerades för första och sista gången under Vysotskijs livstid hans dikter i den sovjetiska samlingsutgåvan Den poezi 1975 ('Poesidagen 1975') – Iz dorozjnogo dnevnika ('Ur resedagboken').
I september 1975 spelade Vysotskij in en LP-skiva i Bulgarien – V. Vysotskij. Avtoportet. ('V. Vysotskij. Självporträtt.') tillsammans med Tagankaskådespelarna Dmitrij Mezjevitj och Vitalij Sjapovalov. Skivan kom ut först 1981, efter poetens död.
21 mars 1977 framträdde Vysotskij i den franska TV-kanalen TF1:s program "Restez donc avec nous le lundi", där han talade franska och framförde två sånger Ballada o Ljobvi ('Balladen om kärleken') och Ochota na volkov ('Vargjakten') till eget gitarrackompanjemang.
13 februari 1978 tilldelades Vysotskij den högsta utmärkelse för scensolister av Sovjetunionens kulturminister och fick därmed officiellt erkännande som professionell sångare.
Vysotskij reste på gästspel tillsammans med Tagankateaterns skådespelare till Bulgarien, Ungern, Jugoslavien, Frankrike, Tyskland och Polen. När han hade fått permanent visum för att resa till sin hustru i Frankrike kunde han även besöka USA, Kanada, Mexico, Tahiti med flera länder.
Vysotskij gav mer än tusen konserter i Sovjetunionen och andra länder, men Sovjetunionens television visade inte en enda av hans konserter eller intervjuer under hans livstid.

### Vysotskijs sista år och död
Vysotskij var storrökare och alkoholberoende under många år. När han drabbades av njursvikt och hjärtproblem skrev läkarna ut narkotikapreparat och förespeglade honom att preparaten även kunde bota alkoholism, och då övergick Vysotskij till morfin och amfetamin istället för alkohol.
Marina Vlady beskriver i sin biografi över Vysotskij En kärlekssaga eller berättelsen om Vladimir Vysotskij – människan, poeten, skådespelaren. (på ryska: 'Владимир или Прерванный полет', på franska: 'Vladimir ou le vol arrêté') hur de träffades när de båda var runt 30 år och blev förälskade i varandra, hur fantastiskt allt var tills Marina upptäckte att han var periodsupare. Hon försökte i det längsta hjälpa honom på egen hand och genom att se till att han fick vård och avgiftning. Genom en skådespelarkollega fick hon tips om ett avvänjningsmedel mot alkoholism, disulfiram eller antabus, som läggs in under huden som en depå. Hon bad Vysotskij att pröva antabus och det gjorde han och mellan 1970 och 1980 avstod han från alkohol under mer än sex år. När Vysotskij började ersätta alkohol med morfin, misstänkte Marina Vlady ingenting förrän det var för sent. Exakt ett år före sin död, 25 juli 1979, slutade Vladimir Vysotskijs hjärta att slå mitt under en föreställning av Hamlet i Samarkand; han var kliniskt död men återfördes till livet av en injektion i hjärtat.
Enligt Valerij Perevoztjikov var Vysotskij dödsdömd i början av 1980, och skulle dö inom kort, antingen av en överdos narkotika eller av abstinens. I juli 1980, då de olympiska spelen genomfördes i Moskva, hade Vysotskij, enligt Perevoztjikov, problem att få tag i narkotika. Andra källor, som filmregissören Igor Maslennikov, dementerar att Vysotskij överhuvudtaget skulle ha brukat alkohol under de sista åren av sitt liv. 2 juni 1980 i Kaliningrad gav Vysotskij en av sina sista konserter, under vilken han blev dålig. 3 juli 1980 framträdde han i Moskva trots att han inte kände sig i form, men spelade ändå i två timmar, en halvtimme längre än planerat.
16 juli gav han sin sista konsert i Kaliningrad (numera Koroljov) i Moskva oblast.
18 juli 1980 framträdde Vysotskij inför publik för sista gången, i sin mest kända roll som Hamlet på Tagankateatern.
Natten till 25 juli 1980 avled Vladimir Vysotskij av en akut hjärtinfarkt i sömnen hemma i sin lägenhet i Moskva. Den direkta dödsorsaken är fortfarande omstridd, eftersom ingen obduktion gjordes då hans far motsatte sig det. Några (i synnerhet Stanislav Stjerbakov och Leonid Sulpovar) anser att dödsorsaken var kvävning, medan andra anser att det var akut hjärtinfarkt.

### Begravningen
Vladimir Vysotskij avled under de olympiska spelen i Moskva (den 20:e sommarolympiaden). Sovjetiska massmedier skrev nästan ingenting om Vysotskijs död, endast Vetjernaja Moskva ('Moskvas kvällstidning') och en nekrolog i tidningen Sovjetskaja kultura ('Sovjetisk kultur'). Ändå samlades en väldig folkmassa vid Tagankateatern under dagarna före begravningen, och ingen lämnade tillbaka sina inköpta teaterbiljetter.
28 juli 1980 hölls en minnesstund inne i Tagankateatern, och avskedsceremonin och begravningen på Vagankovkyrkogården.
Det var som om hela Moskva begravde Vysotskij. På vägen till kyrkogården sade Marina Vlady till en av makens gamla vänner – Vadim Tumanov:
| ”              | Vadim, jag har sett prinsar och kungar begravas, men jag aldrig sett något liknande det här!.. | „ |
| – Marina Vlady |                                                                                                |   |

## Konstnärlig verksamhet

### Poesi och sånger
Vysotskij skrev mer än 200 dikter, omkring 600 sånger, och poesi för barn.
Många av sångerna var specialskrivna för filmer, men de flesta av dem kom inte med i de slutliga filmversionerna, ibland på grund av tekniska orsaker, men oftast på grund av byråkratiska förbud.

### Sångstil och teman
| ”                    | Jag började inte med att spela gitarr. Först spelade jag piano och sedan dragspel. På den tiden hade jag inte hört talas om att man kunde sjunga poesi till gitarr, och jag slog bara takten på gitarren och sjöng mina och andras dikter. | „ |
| – Vladimir Vysotskij | |   |

Det är svårt att hitta någon sida av livet som Vysotskij inte berör. Det är både "tjuvsånger", ballader, kärlekslyrik, och sånger med politiska teman: ofta satiriska eller som innehåller skarp kritik (direkt kritik eller oftare skrivna som allegorier) av samhällssystemet, sånger om vanliga människors livssituation, humoristiska sånger, sagoaktiga sånger och även sånger om döda ting, t.ex. Pecnja Mikrofona ('Mikrofonens sång'), Ballada o brosjennom korable ('Balladen om det övergivna skeppet'), Korablinaja ljobov ('Fartygskärlek'). Många av sångerna är skrivna i första person och kallas därför monolog-sånger. I andra sånger kan det finnas några hjältar, "roller", som Vysotskij spelade, ändrade rösten, t.ex. i Dialog pered televizor ('Dialog framför TV:n'). 
Vysotskij sjöng om människornas känsla för sitt egenvärde både i det vardagliga livet och i extrema situationer, om karaktärsstyrka och människoödets svårigheter, vilket gjorde honom enormt populär.
Sångerna om andra världskriget framförde han på ett mycket otraditionellt sätt med ett exakt och stilbildande språk ur ett jag-perspektiv och så uppriktigt och uttrycksfullt att åhörarna fick intrycket att Vysotskij sjöng om sina egna erfarenheter, fast merparten av de historier som berättas i sångerna antingen var helt påhittade av poeten eller byggde på andra människors berättelser. Han fokuserade i första hand på texten och innehållet och inte på formen.
Vysotskij blev mest känd för sina tragiska sånger sjungna för full hals – sådana som Koni priveredlivyje ('Mina hästar'), Spasite nasji dusji ('Rädda våra själar'), Ochota na volkov ('Vargjakten') m.fl. Hans sångstil särskilde sig även från det traditionella genom att han intonerade både vokaler och konsonanter.

### Prosa och dramaturgi
- Zjizn bez sna ('Livet utan sömn') 1968.

Den första kända publiceringen (postumt) var i paristidskriften "Eko" 1980 (nummer 2). Enligt redaktionen överlämnades manuskriptet till dem i konceptform, utan namn, och det var redaktionen som namngav det.
Via samizdat spreds verket under titeln Delfiny i psichi ('Delfiner och psykfall') eller O delfiny i psichach ('Om delfiner och psykfall').
- Kak-to tak vse vysjlo... ('Hur allt gick till …'), filmmanus 1969 eller 1970.

- Gde tsentr? ('Var är centret?'), filmmanus 1970.

- Roman o devotjkach ('Roman om flickor') 1977. Oavslutad. Inte namngiven av författaren. Troligen namngavs verket då det började spridas via samizdat.

Publicerad för första gången 1983 i andra bandet av V. Vysotskij. Sånger och dikter, hos förlaget "Literaturnoje Zarubezje" ('Utländsk litteratur'). Av redaktörens kommentar framgår att Vysotskij bara hade hunnit skriva romanens två första kapitel.
- Venskije kanikuly ('Ferier i Wien'). En filmberättelse (tillsammans med Eduard Volodarskij) 1979.

- Tjornaja svetja ('Det svarta stearinljuset'), Första delen av romanen (tillsammans med Leonid Montjinskij). Vysotskij dog innan de hann slutföra romanen, och andra delen skrevs enbart av Montjinskij.

### Teater
#Teater
Vysotskij som skådespelare är huvudsakligen förknippad med Tagankateatern, där han framträdde i mer än 15 uppsättningar (bland andra Galileis liv, Körsbärsträdgården, Hamlet). Hans sånger framfördes under mer än 10 teateruppsättningar (och inte bara på Tagankateatern).

### Radioteater
Vysotskij deltog i 11 radioteaterföreställningar, bland andra:
- Martin Iden ('Martin Eden')
- Kamennyj gost ('Den hjärtlösa gästen')
- Neznakomka ('Den obekanta kvinnan')
- Za Bystrjanskim lesom ('Bortom Bystranskij-skogen')

• 1976 Alice i Underlandet (radiopjäs) – piratpapegojan och örnungen Ed (alla ord och melodier är skrivna av Vysotskij).

### Film
#Film
Vysotskij var med i nästan 30 filmer, och i många av dem hördes hans sånger. Men det var även många roller han inte fick, och långtifrån alltid av konstnärliga skäl.
Vysotskij gav röst åt Vargen (den ondskefulla trollkvinnan Bastindas tjänare) i den animerade filmen Volsjebnik Izumrudnogo goroda ('Trollkarlen från Smaragdstaden'), inspirerad av Trollkarlen från Oz.
Från början var det tänkt att Vysotskij även skulle ge röst åt Vargen i den tecknade filmen Nu, pogodi! ('Vänta du bara!'), men det tillät inte censuren, och han ersattes av Anatolij Papanov. Men filmskaparna lyckades ändå få med en bit av Vysotskijs Pecni o druge ('Sång om en vän') från filmen "Vertikal" (den visslas av Vargen i första avsnittet då han slänger upp ett rep i antennen för att ta sig upp på Harens balkong). Samma sång hörs även i tionde avsnittet under "mardrömsscenen" då Vargen och Haren byter plats med varandra, så Haren jagar Vargen istället för tvärtom.
1975 gjorde Vysotskij reklamfilmen Znaki Zodiaka ('Zodiakens tecken'), där han framförde sin sång O znakach zodiaka ('Om zodiakens tecken'). Till en början godkände censuren inte filmen, bland annat på grund av att Vysotskij var med.

### Filmografi
- 1959 — Jämnåriga (Сверстницы 'Sverstnitsy') — studenten Petja (студент Петя 'student Petja') (en scen эпизод 'epizod')
- 1961 — Dima Gorins karriär (Карьера Димы Горина 'Karera Dimy Gorina') — höghöjdsmontören Sofron (монтажник-высотник Софрон montazjnik-vysotnik Sofron)
- 1962 — 713 ber att få landa (713-й просит посадку '713 prosit posadky') — en amerikansk marinkårssoldat (американский морской пехотинец 'amerikanskij morskoj pechotinets')
- 1962 — Landpermission (Увольнение на берег 'Uvolnenije na bereg') — matrosen Pjotr, Valezjnikovs vän (матрос Пётр, друг Валежникова 'matros Pjotr, drug Valezjnikova')
- 1963 — Straffspark (Штрафной удар 'Sjtrafnoj udar') — gymnasisten Jurij Nikulin (гимнаст Юрий Никулин 'gimnasist Jorij Nikulin')
- 1963 — Levande och döda (Живые и мёртвые 'Zjivyje i mertvyje') — en glad soldat (весёлый солдат 'veselyj soldat') (en scen эпизод 'epizod')
- 1965 — Vårt hus (Наш дом 'Nasj dom') — radiotekniker (радиотехник 'radiotechnik')
- 1965 — På morgondagens gata (На завтрашней улице 'Na zavtrasjnej ulitse') — förmannen Pjotr Markin (бригадир Пётр Маркин 'brigadir Pjotr Markin')
- 1965 — Kockan (Стряпуха 'Strjapucha') — Andrej Ptjelka (Андрей Пчёлка)
- 1966 — Sasja-Sasjenka (Саша-Сашенька 'Sasja-Sasjenka') — sångare med gitarr (певец с гитарой 'pevets s gitaroj') (en scen эпизод 'epizod')
- 1966 — Jag kommer från barndomen (Я родом из детства 'Ja rodom iz detstva') — pansarkapten Volodja (капитан-танкист Володя 'kapitan-tankiskt Volodja'), sjunger även sånger
- 1967 — Vertikal (Вертикаль) — radiotelegrafist Volodja (радист Володя 'radist Volodja'), (ramför även 5 sånger
- 1967 — Korta möten (Короткие встречи 'Korotkije vstretji') — geolog Maxim (геолог Максим 'geolog Maksim',) framför även 3 sånger
- 1967 — Krig under yttertaken (Война под крышами 'Vojna pod krysjami') — polis på bröllop (полицай на свадьбе 'politsaj na svadbe'), framför även 2 sånger
- 1968 — Intervention (Интервенция 'Interventsija') — Misjel Voronov/E. Brodskij, medlem i en underjordisk organisation (подпольщик Мишель Воронов / Е. Бродский 'podpolsjik Misjel Voronov/E. Brodskij'), sjunger även sången ”Så glada vi alla brukar vara och så dystra” («Как все мы веселы бываем и угрюмы…» 'Kak vse my veselyje byvajem i ugrjomy')
- 1968 — Två kamrater tjänstgjorde (Служили два товарища 'Sluzjili dva tovaristja') — Alexandr Brusentsov, löjnant och vitgardist (поручик-белогвардеец Александр Брусенцов 'porutjik-belogvardejets Aleksandr Brusentsov')
- 1968 — Tajgans herre (Хозяин тайги 'Chozjain tajgi') — timmerflottarförmannen Ivan Rjaboj (бригадир сплавщиков Иван Рябой 'brigadir splavstjikov Ivan Rjaboj'), framför även 2 sånger
- 1969 — Farliga turnéer (Опасные гастроли 'Opacnyje gastroli') — Georges Bengalskij (Жорж Бенгальский 'Zjorzj Bengalskij'), Nikolaj Kovalenko (Николай Коваленко), framför även 3 sånger
- 1969 — Vit explosion (Белый взрыв 'Belyj vzryv') — kapten (капитан 'kapitan')
- 1972 — Den fjärde (Четвёртый 'Tjetvjeryj') — Han (Он 'On')
- 1973 — En usel god människa (Плохой хороший человек 'Plochoj chorosjij tjelovek') — zoologen von Koren (зоолог Фон Корен 'zoolog fon Koren')
- 1974 — Den enda vägen (Единственная дорога 'Jedinstvennaja doroga') — chauffören Solodov (шофёр Солодов 'sjofjor Solodov') (i filmens sovjetiska version sjunger han sången ”Sätt fart – eller lägg dig i graven!..” («В дорогу живо − или в гроб ложись!…» 'V dorogu zjivj – ili v grob lozjis!..')
- 1975 — Mister McKinleys flykt (Бегство мистера Мак-Кинли 'Begstvo mistera Mak-Kinli') — gatusångaren Bill Seeger (уличный певец Билл Сигер 'ulitjnyj pevets Bill Siger'), framför även 2 sånger
- 1975 — Zodiakens tecken (Знаки зодиака 'Znaki zodiaka') (manus; musik, text och framförande av sången ”Under oss finns varken avgrund eller mörker…” («Неправда, над нами не бездна, не мрак…» 'Nepravda, nad nami ne bezdna, ne mrak…')
- 1975 — Den enda kvinnan (Единственная 'Jedinstvennaja') — körledaren Boris Ilitj (руководитель хорового кружка Борис Ильич 'rukovoditel chorovogo kruzjka Boris Ilitj'), framför även sången Jakten (Погоня 'Pogonja')
- 1976 — Hur Tsar Peter gifte bort sin morian (Сказ про то, как царь Пётр арапа женил 'Skaz pro to, kak tsar Pjotr arapa zjenil') — Abram Hannibal (Ибрагим Ганнибал 'Ibragim Gannibal')
- 1977 — De två (Их двое Ich dvoje) — cameoroll (камео kameo)
- 1979 — Svarta katten (Место встречи изменить нельзя 'Mesto vstretji izmenit nelzja'), TV-serie — kapten vid Moskvas kriminalpolis Gleb Zjeglov (капитан МУРа Глеб Жеглов 'kapitan MURa Gleb Zjeglov'), framför även ett stycke av Alexandr Vertinskijs sång ”Lilafärgad neger” («Лиловый негр» 'Lilovyj negr')
- 1979 — Små tragedier (Маленькие трагедии 'Malenkije tragedii', TV-serie — Don Juan (Дон Гуан 'Don Guan')

Filmröst
- 1974 — Trollkarlen från Smaragdstaden (Волшебник Изумрудного города 'Volsjebnik Izumrudnogo goroda') — Vargen (Волк 'Volk')

## Hustrur och barn
- Första hustrun Iza Konstantinovna Vysotskaja (Иза Константиновна Высоцкая). Född Mesjkova (Мешкова), och efter sitt första äktenskap Zjukova (Жукова). Född 22 januari 1937. Gifte sig med Vysotskij 25 april 1960. Skilsmässodatum är okänt. Enligt vissa uppgifter registrerades skilsmässan 1965, men de flyttade isär långt innan. Därför heter Iza Konstantinovas son, som föddes 1965, Gleb Vysotskij, trots att han i själva verket har en annan pappa. Iza Vysotskaja bor i Nizjnij Tagil och arbetar på den lokala dramatiska teatern.
- Andra hustrun Ludmila Vladimirovna Abramova (Людмила Владимировна Абрамова). Född 16 augusti 1939. Gift med Vysotskij 25 juli 1965 till 10 februari 1970. Två söner:
  - Arkadij Vladimrovitj Vysotskij (Аркадий Владимирович Высоцкий) född 29 november 1962 i Moskva, är en rysk skådespelare och filmmanusförfattare.
  - Nikita Vladimirovitj Vysotskij (Никита Владимирович Высоцкий) född 8 augusti 1964 i Moskva, är en rysk teater- och filmskådespelare, regissör, direktör för Vladimir Vysotskijs statliga kulturcentrum och museum ”Vysotskijs hus på Taganka” (Государственный культурный центр-музей В. С. Высоцкого «Дом Высоцкого на Таганке» 'Gosudarstvennyj kulturnyj tsentr-muzej V. S. Vysotskogo "Dom Vysotskogo na Taganke"')
    - Anastasia Vladimirovna Ivanenko (Анастасия Владимировна Иваненко) född 1972, utomäktenskaplig. Hennes mor Tatjana Ivanenko var skådespelare vid Tagankateatern. [22]
- Tredje hustrun Marina Vlady (Марина Влади (franska: Catherine Marina de Poliakoff-Baïdaroff), känd fransk film-, teater-, TV-skådespelare. Född 10 maj 1938. Gift med Vysotskij 1 december 1970 till 25 juli 1980.

## Vänner
Vysotskij berättade ofta om sina vänner när han blev intervjuad, och i första hand om de som var berömda, men påpekade också att en del av hans vänner hade yrken utanför rampljuset.
De första vännerna, som senare blev berömda, var Vysotskijs klasskamrater: den blivande poeten Igor Kochanovskij (Игорь Кохановский) och den blivande manusförfattaren Vladimir Akimov (Владимир Акимов). Sedan blev gruppen av vänner större och bodde på Bolsjoj Karetnyj i samma lägenhet, som tillhörde poetens äldste vän, regissören Levon Kotjarjan (Левон Кочарян). Där bodde även tidvis skådespelaren och författaren Vasilij Sjuksjin, regissören Andrej Tarkovskij, författaren Artur Makarov (Артур Макаров), manusförfattaren Vladimir Akimov, och juristen Anatolij Utevskij.
| ” | Bolsjoj Karetnyj – Stora Vagnsgränd – i Moskva. En trång, rökig lägenhet. Vodkaflaskor på bordet. Här sitter ett gäng människor i tjugoårsåldern som ska förändra filmkonsten och dikten i Ryssland och hela världen. Men de vet inte om det än. De talar inte om karriär, inte om pengar. De är upptagna med att hitta ett nytt språk, ett sant språk bortom officiella lögner och påtvingad optimism. De diskuterar, grälar, försonas och sjunger. Förbjudna sånger av längesedan glömda diktare och sånger av nya diktare som inte får komma ut i tryck. Blatnye pesni, tjuvsånger från lägren i Sibirien, råa texter på en slang som många upplever som smaklös. Rösterna är sträva, gitarren är ostämd. Vem bryr sig? De sjunger inte för en masspublik. Inte än. De sjunger för varandra. En av dem är filmare. Han klipper sin första långfilm, Ivans barndom. Nu sjunger han en ballad som han skrivit själv, om en tjuv som dödar sin flicka och hennes älskare och väntar på sin egen avrättning. Filmaren heter Andrej Tarkovskij. En annan är skådespelare. Han suger i sig sånger som ett läskpapper. Han har också börjat skriva egna texter. Han heter Vladimir Vysotskij. Året är 1961. Tio år senare är några av människorna i rummet världsberömda och några är döda. I det här rummet möter vi för första gången Hoppets lilla orkester. | „ |
| – Ur programbladet till föreställningen Fler sånger av Vladimir Vysotskij och hans vänner med Hoppets lilla orkester 28 oktober 2012 | |   |

En av Vysotskijs allra närmaste vänner var clownen och mimaren Leonid Jengibarov (Леонид Енгибаров).
Med tiden tillkom vänner bland kollegorna på teatern: Vsevolod Abdulov (Всеволод Абдулов), Ivan Bortnik (Иван Бортник), Ivan Dychovitjnyj (Иван Дыховичный), Boris Chmelnitskin (Борис Хмельницкий), Valerij Zolotuchin (Валерий Золотухин,), Valerij Janklovitj (Валерий Янклович). Förutom dem fick Vysotskij nya vänner under olika skeden i livet: översättaren David Karapetjan (Давид Карапетян), skådespelaren Daniel Olbrychskij (Даниэль Ольбрыхский), guldindustrimannen Vadim Tumanov (Вадим Туманов), regissören Viktor Turov (Виктор Туров), balettdansören Michail Barysjnikov, Sergej Paradzjanov (Сергей Параджанов) med flera.
I Paris lärde Vysotskij känna konstnären Michail Sjemjakin (Михаил Шемякин), som sedermera illustrerade många av Vysotskijs sånger till monumentet över poeten i Samara.
Men det viktigaste Sjemjakin gjorde för att föreviga minnet av vännen var de inspelningar Vysotskij kunde göra i hans studio i Paris under åren 1975 och 1980 – 105 sånger på sammanlagt 5 timmar och 15, 5 minuter med Konstantin Kazanski (Константин Казански) som andregitarrist. Det är helt unika inspelningar med hög ljudkvalitet, och för att Vysotskij sjöng sina sånger för en nära vän, vars synpunkter han värdesatte. De gavs ut i USA i december 1987 – som ett samlingsalbum med 7 grammofonskivor, och som bilaga, en folder och ett album med Sjemjakins illustrationer.
Under dessa år i Paris hann Vysotskij även spela in tre egna grammofonskivor tillsammans med Kazanski, som skrev arrangemangen.
Vysotskijs impressario och kusin Pavel Leonidov (Павел Леонидов) var också en nära vän.

## Diskografi

### Skivor utgivna i Sovjetunionen under Vysotskijs livstid

#### Egna utgåvor
Under Vysotskijs livstid utkom allt som allt 7 EP-skivor mellan åren 1968 och 1975. Varje skiva innehöll max 4 sånger.
År 1978 släpptes tillsammans med Bulgarien en exportLP, i vilken sånger ingick som hade spelats in under olika år av skivbolaget Melodija (Мелодия), men aldrig hade getts ut.

#### Samlingsskivor
Med början från 1974 utkom fyra skivor från teaterföreställningar där Vysotskij deltog, däribland ett dubbelalbum 1976 med Alice i Underlandet (Алиса в Стране чуде 'Alisa v Strane tjude') (Det utkom även en EPskiva med Alice i Underlandet. Sånger från musiksagan («Алиса в Стране чудес. Песни из музыкальной сказки» 'Alisa v Strane tjude. Pesni iz muzykalnoj skazki').
Dessutom finns det ytterligare 15 skivor där en eller flera av Vysotskijs sånger finns med, mestadels sånger från filmer och samlingar med krigssånger.
Vysotskijs sånger finns även med på 11 skivor i olika musiktidskrifter (huvudsakligen Krugozor (Кругозор), och i nummer 6 av Krugozor år 1965 finns ett avsnitt från teaterföreställningen 10 dagar som skakade världen (10 дней, которые потрясли мир '10 dnej, kotoryje potrjasli mir') med Vysotskij och andra skådespelare från Tagankateatern.

### Skivor utgivna i Sovjetunionen och Ryssland efter Vysotskijs död
- Den mest betydande utgivningen är Vladimir Vysotskijs konserter (На концертах Владимира Высоцкого 'Na kontsertach Vladimira Vysotskogo') om sammanlagt 21 CD-skivor (1987-1992).
- Annat som utmärker sig är fyra grammofonskivor med sällsynta och tidigare outgivna sånger. (1993–1994. Firman Aprelevka Sound Ink Апрелевка Саунд Инк).
- I början av 2000-talet släppte skivbolaget «New Sound — Новое звучание» 22 CD-skivor med sånger av Vysotskij, vilka var nyinspelade med Vysotskijs röst som grund, men med moderna musikarrangemang. Ett så dristigt experiment fick ett blandat mottagande av publiken: å ena sidan var ljudkvaliten bättre, å andra sidan hade den fått en viss ”upp-poppning”.
- Till 30-årsminnet av Vysotskijs död år 2010 gjorde tidningen Komsomolskaja Pravda en specialutgåva med en DVD-film: Vladimir Vysotskij. Sekvenser från en okänd dokumentärfilm. En reseberättelse med sekvenser som aldrig tidigare hade visats i Ryssland: material från en polsk dokumentärfilm, och även unika filmsekvenser från olika privata arkiv (provfilmningar av roller som aldrig blev av, amatörbilder, intervjufragment).

## Vladimir Vysotskijs gitarrer
Vysotskij spelade alltid på sjusträngade gitarrer. Den första gitarren köpte han 1966 av Aleksej Dikijs änka. Senare berättade han att den var tillverkad av en österrikisk mästare 150 år tidigare, och hade köpts av furstefamiljen Gagarin. Sedan köpte artisten Blumenthal-Tamarin gitarren och skänkte den till Dikij. Troligtvis är det just den gitarren som finns med på bilden som fotografen Valerij Plotnikov tog av Vladimir Vysotskij och Marina Vlady 1975.
Gitarrbyggaren Alexandr Sjuljakovskij byggde fyra eller fem gitarrer till Vysotskij. Den första av dem har övre delen av halsen utformad likt en lyra och finns fotograferad tillsammans med Vysotskij 1975.
Vysotskij hade även en gitarr med två halsar, som han tyckte om för att den var så originell, men han använde bara en av dem. Den gitarren finns fotograferad tillsammans med Vysotskij på baksidan av omslaget till nionde skivan i utgåvan Vladimirs Vysotskijs konserter.
I föreställningen Brott och straff (efter Dostojevskijs roman), som hade premiär 1979, spelade Vysotskij på en gitarr som hade tillhört filmregissören Vladimir Alenikov innan han skänkte den till Vysotskij just för hans roll som Svidrigajlov, eftersom Vysotskij tyckte om dess gammalmodiga utseende och klang. Den byggdes en gång i tiden av Petersburgsmästaren Jagodkin. Efter poetens död bad Alenikov Tagankatearn att leta rätt på gitarren, och till slut återfick han den, men i bedrövligt sönderslaget skick, där delar saknades. År 1991 tog Alenikov med sig den trasiga gitarren till USA, där den indianske mästaren Rick Turner till slut lyckades renovera den. Den finns fotograferad som omslagsbild till tidskriften Acoustic Guitar under namnet Vysotskij.

## Vladimir Vysotskijs bilar
Vysotskij tyckte om att köra bil snabbt, 200 km i timmen, och kvaddade ofta sina bilar. Vysotskijs första bil, en Volga GAZ-21, en grå, skaffade han 1967. Den kom senare att skadas i en olycka.

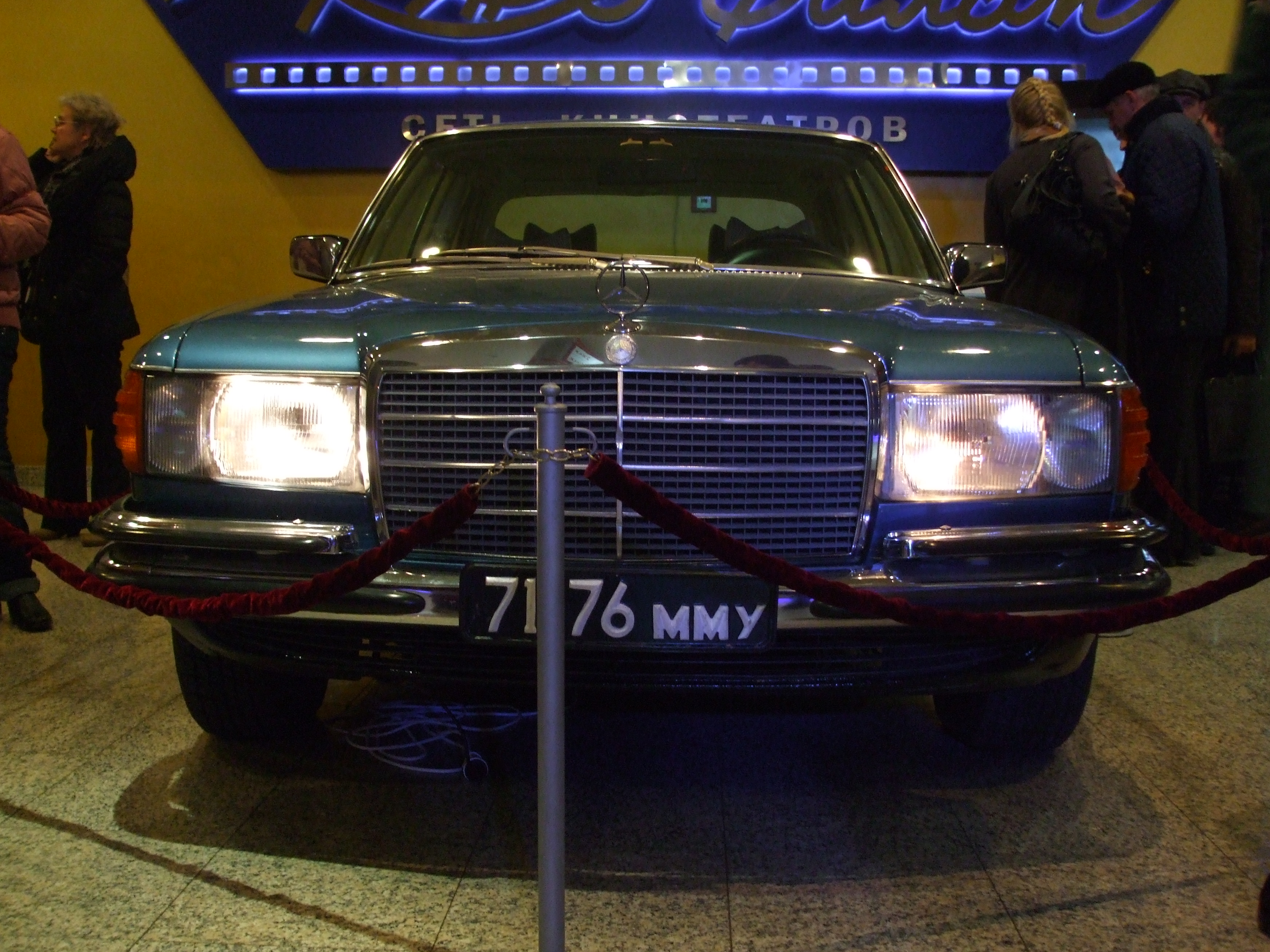
Bilen framför Moskvabiografen Oktobers foajé är en kopia av Vysotskijs. Under marknadsföringen av filmen Vysotskij. Tack för att du lever. (2011)

År 1971 var han en av de första i Sovjetunionen som köpte en Lada 2101, men kvaddade bilen efter bara några åkturer.
När Marina Vlady fick en Renault 16 för en reklamfilm, tog hon den med sig från Paris till Vysotskij i Moskva, och samma dag körde han in i en buss. Bilen gick att reparera, men den hade franska registreringsskyltar och fick inte köras längre än 100 km från Moskva, enligt dåtidens trafiksäkerhetsbestämmelser. Men 1973 lyckades skådespelarens vänner utverka tillstånd för bilen att passera gränsen, så Vladimir Vysotskij och Marina Vlady kunde färdas i den till Paris. Där sålde de sedan bilen.
När Vysotskij hade varit på turné till Tyskland ett år senare köpte han med sig två BMW, en grå och en beige. Men den beiga visade sig var stulen, så därför registrerades endast den första bilen, medan den andra fick stå kvar i garaget. Men Vysotskij körde ändå båda två, han bytte bara ut registreringsskyltarna. Senare fick Interpol tag i den beiga BMW:n, och skickade tillbaka den till Tyskland, men den grå körde Vysotskij till Paris där han sålde den.
År 1976 förvärvade Vysotskij sin första Mercedes-Benz av 1975 års modell i blå metall (450SEL 6.9), en fyradörrars sedan. Marina Vlady tog under åren med sig omkring 10 bilar från Frankrike till maken, men de måste lämna Sovjetunionen efter ett år, enligt dåtidens bestämmelser. Merecedesen blev Vysotskijs första utländska bil, som officiellt registrerades i Moskva.
Under sin turné i Tyskland i slutet av år 1979 köpte Vysotskij en tvåsitsig sportbil i Mercedes-Benz SL-klass.

## Vladimir Vysotskij på svenska
1986 kom Vladimir Vysotskijs sånger ut i svensk översättning och tolkning av bröderna Ola och Carsten Palmaer, och började framföras på scen av Fria Proteatern. Sångerna tilltalade omedelbart en stor publik under gruppens turné runtom i Sverige. De framträdde även på Vysotskijs egen scen, Tagankateatern i Moskva.
Fria Proteatern lades ner 1990, men fortsatte trots det att träffas igen och pröva nytt material och nya medlemmar, skriva nya arrangemang och spela Vysotskijs sånger.
Under oktober och november 2012, november 2013 och mars 2014 uppträdde de med nyöversatta och sällan sjungna sånger ur Vysotskijs och hans vänners repertoar. Några skrivna av förebilder som Bulat Okudzjava och Aleksandr Vertinskij. Andra är förbrytarvisor från Odessa.

### Sånger översatta till svenska
Samtliga sånger i förteckningen är översatta av bröderna Ola och Carsten Palmaer.
- "Aljosja"[26]
- "Angivaren"
- "Antisemiternas sång"
- "Balladen om barndomen"[27]
- "Balladen om kärleken"[28]
- "Bodaibo"[29]
- "Den blödige boxaren"[30]
- "Den döde"[31]
- "Den glödande bastun"[32]
- "Dialog framför TV:n"
- "Dina ögon är som knivar" (У тебя глаза — как нож)[33]
- "Ett främmande hus"[34]
- "Formuleringen"[35]
- "Han hade inte hunnit älska"[36]
- "Horisonten"
- "Ingenmansland" (Песня о нейтральной полосе)[37]
- "Instruktion före resan"
- "Jag kan inte med"
- "Jag växte upp under Leningrads belägring"[38]
- "Katerina, Katja, Katerina"
- "Klippklättrerskan"
- "Kupolerna"[39]
- "Lyrisk sång"[40]
- "Marseille"[41]
- "Masja har en elak styvmor"[42]
- "Men folk bara muttrar och muttrar"
- "Milisprotokoll"
- "Mina hästar"[43]
- "Mot toppen"[44]
- "Ninka"[45]
- "När du och jag möttes"[46]
- "Om jag skulle bli sjuk"[47]
- "På Bolsjoj Karetnyj"[48][49]
- "På sjukhuset"[50]
- "På spänd lina"
- "Sagan om den lilla skatan"[51]
- "Sanningen och lögnen"[52]
- "Serjosjka Fomin"
- "Skepp"
- "Släng en bit kött åt hunden"
- "Släpp iväg det förflutna"
- "Som en stormklockas klang (sång om den nya tiden)" (Песня о новом времени)[53]
- "Sång om en vän" (Если друг оказался вдруг…)[54]
- "Sången om jorden" (Песня о Земле)[55]
- "Vad kan man säga om vår korta tid"[56]
- "Varför vildarna åt upp James Cook"[57]
- "Vargjakten" (Охота на волков)[58]
- "Ös på med dragspelet, Aljosjka"[59]

### Skivor med Vysotskijs sånger på svenska med Fria Proteatern och Hoppets lilla orkester
- 1987 – Sånger av Vysotskij - Ljudupptagning från Scalateatern, där Ola och Carsten Palmaers tolkning av några av Vladimir Vysotskij verk framfördes
- 2007 – Sånger av Vysotskij - ny utgåva med fyra nya sånger och tre talade inslag, och för första gången på CD, och utgiven som en del av boken Vargjakten – ISBN 978-91-85703-03-6.
- 2013 – Andra sånger av Vysotskij och hans vänner - En dubbel-CD av en ljudupptagning från en liveinspelning på Scalateatern, Stockholm, i november 2013.

### Andra som sjunger Vysotskij på svenska
- Dan Fägerquist
- Stefan Ringbom, medlem i Fria Proteatern.
- Volodja
- Trio Kontrast

## Postumt erkännande och kulturinflytande
Vysotskij berörde många förbjudna ämnen, men trots de restriktioner som förekom, var och förblir Vysotskijs popularitet fenomenal.
Han var ”mångsidigt begåvad”, enligt Tagankaskådespelaren Alla Demidova (Аллa Демидовa), och framförde och gestaltade sånger och roller med charm, stor personlighet, poetisk gåva, unik röst, mästerligt, uppriktigt, frihetsälskande och energiskt.

Det är inte för inte som Vysotskij (31 %) kom på andra plats på listan över 1900-talets idoler, efter Jurij Gagarin (35 %), och före kända författare som Lev Tolstoj (17 %) och Alexandr Solzjenitsyn (14 %), enligt Ryska institutet för opinionsundersökningar (VTSIOM) enkät 2009–2010.
Först efter sin död blev Vladimir Vysotskij officiellt erkänd, och gradvis till en början. År 1981 lyckades poeten och översättaren Robert Rozjdestvenskij få Vysotskijs första stora samlingsutgåva Nerv publicerad, och samma år släpptes Vysotskijs första riktiga sovjetiska LP-skiva. 1987 fick Vysotskij postumt Sovjetunionens statliga pris för sin roll som kapten Zjeglov i TV-serien Svarta katten (Mesto vstretji izmenit nelzja).

### Onomastik

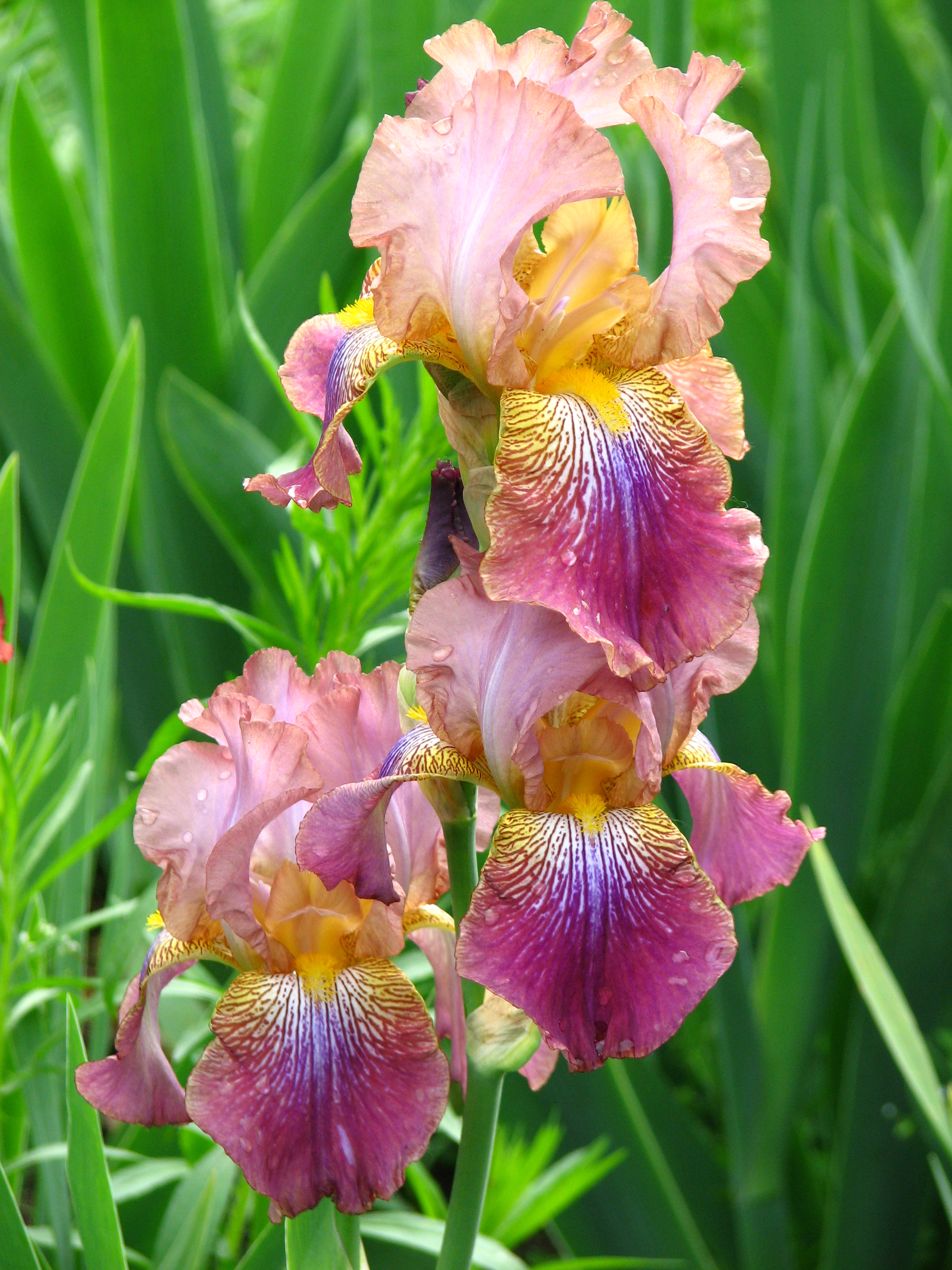
Irisen Vysotskij

- Gator, boulevarder, alléer, parker, strandpromenader, gränder är uppkallade efter Vysotskij i Ryssland och andra länder, bland annat i Moskva[66], Volgograd, Jekaterinburg, Kaliningrad, Novosibirsk, Samara, Tomsk, Odessa i Ukraina och Eberswalde i Tyskland.
- Nästan 20 klippor och bergstoppar, bergspass och forsar, kanjoner och glaciärer har fått Vysotskijs namn.
- En asteroid har blivit uppkallad efter Vysotskij – Vladvysotskij (2374 Vladvysotskij) [67]
- Teatrar, fartyg, flygplan, caféer, blommor – till exempel en gladiolus[68] och en iris bär hans namn.
- Han har även fått några sportturneringar uppkallade efter sig[69][70]

### Museer

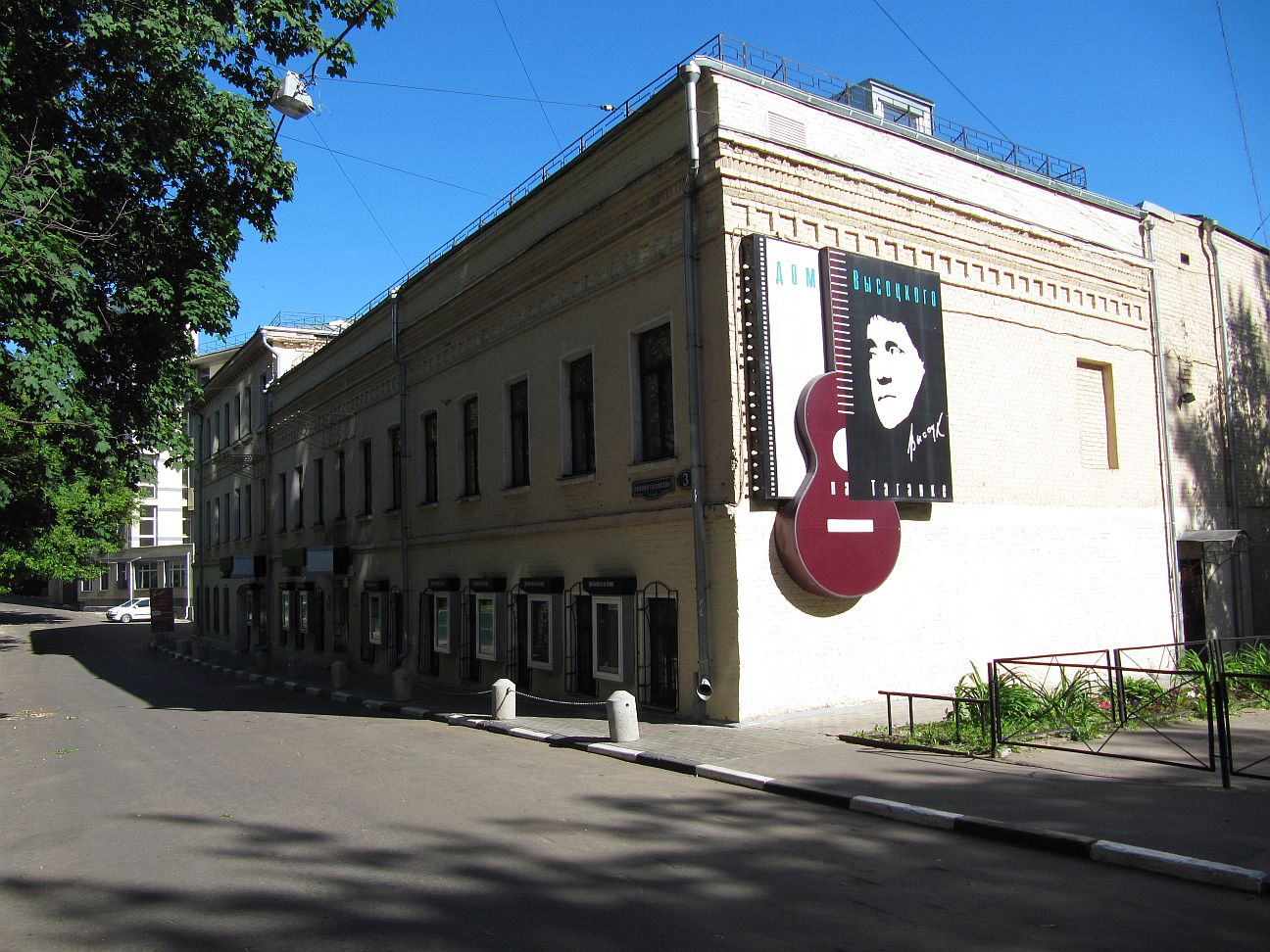
Vladimir Vysotskijs statliga kulturcentrum och museum '"Vysotskijs hus på Taganka", Nizjnij Taganskij tupik 3. Fotograf: Vladimir OKC

Det finns minst sex Vysotskijmuseer. Det som är mest känt och ger den mest heltäckande bilden av Vysotskijs liv och skapargärning är Vladimir Vysotskijs statliga kulturcentrum och museum Vysotskijs hus på Taganka.

### Kultur- och fritidscenter
- I staden Norilsk, i regionen Talnach finns ett kultur- och fritidscenter uppkallat efter Vladimir Vysotskij.[71]
- I staden Orjol finns klubben "Vertikal" för beundrare av Vladimir Vysotskijs verk.
- I staden Novosil finns Novosilklubben för beundrare av Vysotskijs verk.

### Minnesmärken
I forna Sovjetunionen finns mer än 20 minnesmärken (och lika många minnestavlor) över Vladimir Vysotskij:
- I Ryssland:
  - 12 oktober 1985 invigdes ett minnesmärke gjort av Alexandr Rukavisjninkov (Алекса́ндр Рукави́шников) över Vysotskij på hans grav på Vagankovkyrkogården.
  - 25 januari 1988 invigdes en minnestavla gjord av Alexandr Rukavisjninkov på Lilla Georgiska gatan (Малая Грузинская улица 'Malaja Gruzinskaja ulitsa') nummer 28, där Vysotskij bodde 1975-1980.
  - 25 juli 1995 på Vysotskijs 15-åriga dödsdag installerades på Strastnyj boulevard (Страстный бульвар), vid Petrovskijporten (Петровская Ворота 'Petrovskaja Vorota') i Moskva ett minnesmärke över Vysotskij gjort av Gennadij Raspov (Геннадий Распопов), arkitekt A. V. Klimotjkin (А. В. Климочкин), som för att vederlägga poetens ironiska strof: Sätt inte upp ett minnesmärke över mig i parken vid Petrovskijporten.
  - 25 september 2010 i byn Morjakovskij Zaton, i Tomsk oblast, av skulptören V. Majorov (Вс. Майоров).
  - 20 november 2011 under staden Sotjis dag i parkdelen av konsertsalen ”Festival”, författare P. Chrisanov (П. Хрисанов).
  - 28 januari 2012 i Novosil.[72]
  - 25 juli 2013 i Vladivostok.
  - 25 juli 2013 i Jejsk.[73]
  - 16 juli 2014 i Magadan av skulptör Rudenkon (Ю. С. Руденкон) på utsiktsplatsen ”Stencirkeln” vid stranden av Nagajevs (А. И. Нагаев) vik. Sången ”Min vän reste till Magadan” var tillägnad poetens vän Igor Kochanovskij (Игорь Кохановскый). På sockeln finns andra ord av poetens sånger inristade – ”Jag ska berätta för dig om Magadan…”
  - 25 juli 2014 i Rostov-na-Donu.
  - 15 november 2014 i Volzjskij.
  - 25 januari 2015 – på poetens födelsedag sattes en minnesplatta upp på barnbördshuset där Vysotskij föddes.
  - 5 oktober 2015 i Volgograd avtäcktes ett minnesmärke över de två huvudrollsinnehavarna i TV-serien ”Svarta katten” (Место встречи изменить нельзя 'Mesto vstretji izmenit nelzja') – Gleb Zjeglov (Глеб Жеглов) och Volodja Sjarapov (Володя Шарапов) av skulptören V. Utesjev (В. Утешев). Vysotskij spelade rollen som Zjeglov i filmen.
  - 18 april 2016 invigdes ett minnesmärke över Vysotskij av skulptören A. Apollonov (А. А. Аполлонов) i Nizjneudinskparken.
  - I Moskva sattes en minnesplatta upp på Bolsjoj Karetnij nummer 15.
  - Det finns minnesmärken över Vysotskij i många andra städer – Armavir, Barnaul, Bologoje, Voronezj, Volgograd, Volgodonsk, Gelenzjik, Gorochovets, Gulkevitju, Dubna, Jekaterinburg, Kaliningrad, Krasnodar, Naberezjnyje Tjelny, Novosibirsk, Pokatjij, Samara, Saransk, Simferopol[74], Solnetjnogorsk, och i byarna Tegenekli[75], Tjeboksary.
- I Vitryssland i staden Navahrudak.
- I Ukraina:
  - I Druzjkivka[76]; i Mariupol (två minnesmärken); Melitopol; Odessa, Charkov.
  - I Kiev finns också ett minnesmärke över Zjeglov och Sjarapov – hjältarna i TV-serien ”Svarta katten”.[77]
- I Moldavien:
  - 23 augusti 2014 i Bălți invigdes ett minnesmärke över Vysotskij
- I Lettland:
  - 25 januari 2015 avtäcktes en basreliefmedaljong i brons av Vysotskij i hotell ”Pegasa Pils” i Jūrmala.[78]

Ytterligare 4 minnesmärken av poeten finns uppställda i:
- Polen – Kielce
- Montenegro - Podgorica
- Bulgarien - Vărsjets
- USA - Howell Township, New Jersey

Minnesmärken och minnestavlor
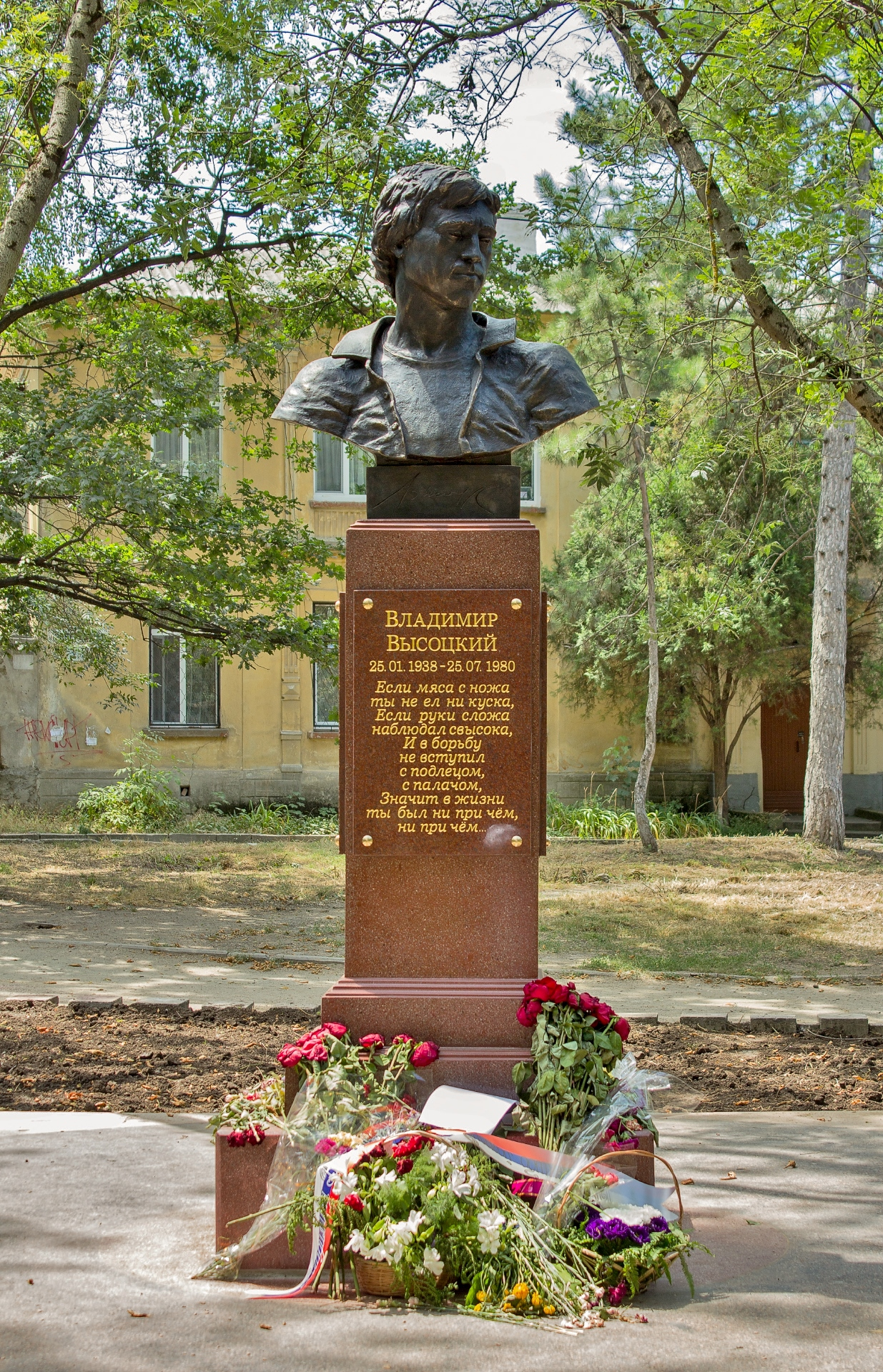
I Simferopol
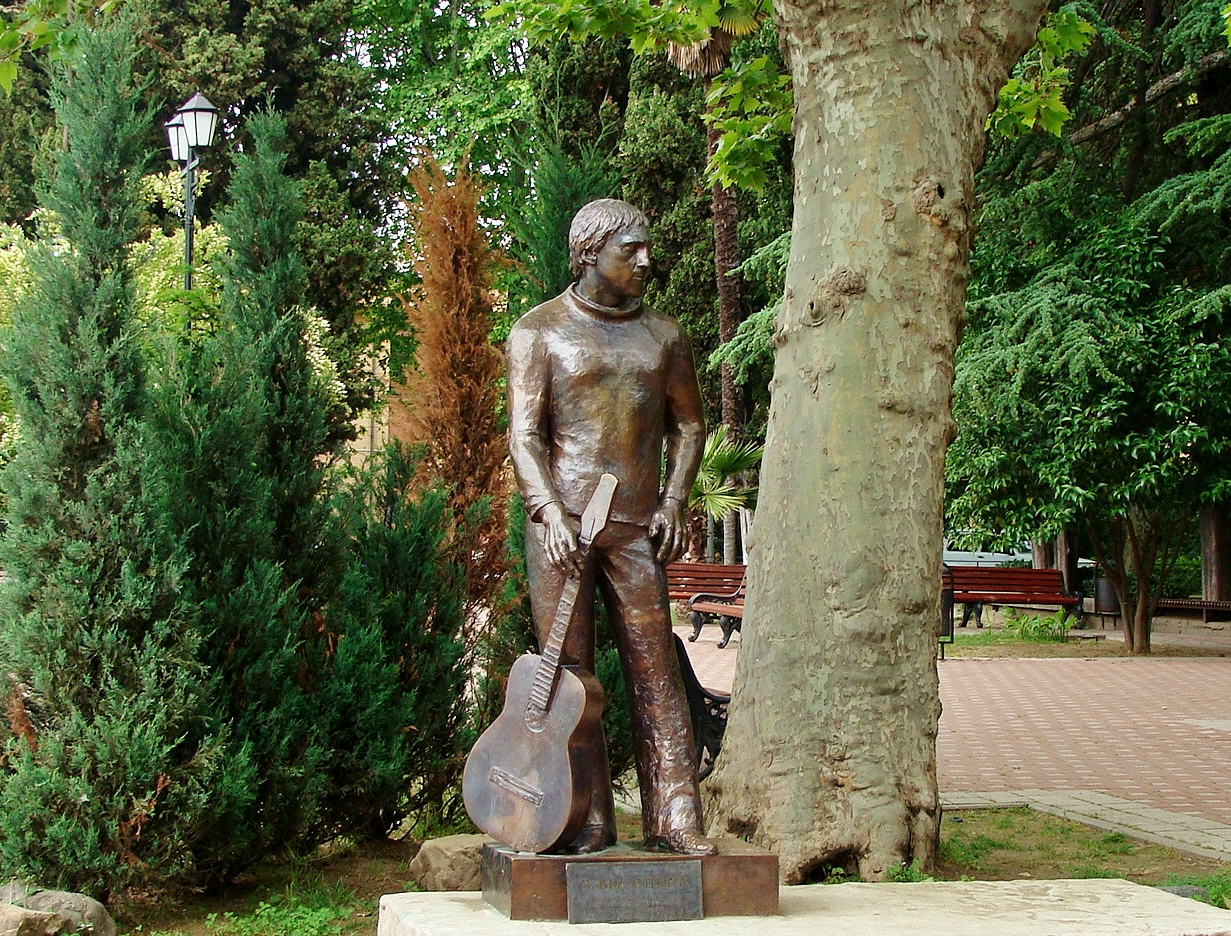
I Sotji

### Mynt, medaljer och frimärken

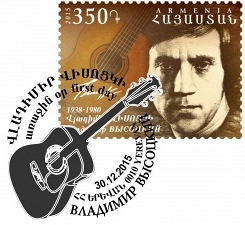
Vladimir Vysotskij på ett armeniskt frimärke från 2015.

Till Vysotskijs ära finns två minnesmedaljer, två polletter och fyra mynt, varav två i andra länder. 
I januari 1988 firades 50-årsdagen av Vladimir Vysotskijs födelse. Hans första diktsamlingar såldes i stora upplagor, minnesprogram arrangerades, och pressen skrev artiklar om honom. 
1999 utgavs ett 2-rubelsfrimärke med honom, i serien ”Populära ryska sångare”.
År 2010 lät Niue (på ön som James Cook upptäckte, numera en autonom ö i sydvästra Stilla havet, i fri associering med Nya Zeeland) prägla ett silvermynt värt två dollar i serien ”Rysslands stora personligheter”, med Vysotskijs porträtt och texten ”Även om du inte hann leva så länge, hann du ändå sjunga en hel del.”
Samma år präglade den afrikanska republiken Malawi ett minnesmynt värt två Malawisk kwacha med Vysotskijs porträtt på.

### Vysotskijs betydelse för andra författare
Vladimir Vysotskijs verk studeras av en särskild kulturforskningsinriktning, kallad ”vysotskijstudier”.
Vysotskijs verk har bidragit till att sånger har fått ett större erkännande, och indirekt bidragit till den sovjetiska rockens födelse. Hans dikter har påverkat rockartister som Alexandr Basjlatjev (Алекса́ндр Башлачёв), Jurij Sjevtjuk (DDT), Konstantin Kintjev (Константи́н Ки́нчев) (Alisa), Andrej Makarevitj (Masjina vremeni Tidsmaskinen), och Igor Talkov (И́горь Талько́в) . Vysotskijs dikter har indirekt påverkat sånger som Klockornas tid (Время колокольчиков 'Vremja kolokoltjikov') av Basjlatjev, Skymningar (Сумерки 'Sumerki') av Kintjev, Zigenarflickan (Цыганочка 'Tsyganotjka') av Sjevtjuk.
Vysotskij har även påverkat Viktor Tsoj (Kino), Boris Grebenstjik (Бори́с Гребенщико́в) (Aquarium), Jurij Klinskij (Ю́рий Клински́х) (Sektor Gaza), Jegor Letov (Его́р Ле́тов) (Grazjdanskaja Oborona) och många andra. 
Vysotskijs verk inspirerade även den polske barden Jacek Kaczmarski,som efter att ha träffat Vysotskij 1974 skrev Oblavy som en fri översättning av Vysotskijs välkända ”Vargjakten”. Han fick första pris i en studentsångfestival i Krakow, och därmed påbörjades hans skaparbana.
Efter Vysotskijs död hedrades hans minne av många poeters dikter och sånger, som Bella Achmadulina, Andrej Voznesenskij, Jevgenij Jevtusjenko), barder och stadsromanssångare, som Jurij Vizbor, Bulat Okudzjava, Alexandr Gorodnitskij (Алекса́ндр Городни́цкий), Alexander Rozenbaum (Алекса́ндр Розенба́ум), Villi Tokarev (Ви́лли То́карев), Vladimir Asmolov (Влади́мир Асмо́лов), Michail Stjerbakov (Михаи́л Щербако́в), Andrej Zemskov (Андре́й Земско́в), rockartister och sångare, som Alexandr Gradskij (Алекса́ндр Гра́дский), Andrej Makarevitj, Alexander Basjlatjev (Алекса́ндр Башлачёв), Jurij Loza (Ю́рий Лоза́) och andra.

### Böcker om Vysotskij
Antalet böcker om Vysotskij ökar ständigt – både hans hustrur, vänner och forskare skriver om honom.
Hans berömmelse har även gett upphov till alternativa versioner om hans liv och guljournalistik.

### Filmer om Vysotskij
År 1987 kom den första dokumentärfilmen om Vysotskij – Vladimir Vysotskij av regissören Natalja Krymova, och år 1988 kom den andra dokumentären – Fyra möten med Vladimir Vysotskij av regissören Eldar Rjazanov.
25 juli 2005 visade kanal RTR Olga Darfas dokumentärfilm om Vysotskijs dödskamp 205 dagar. Postum mask (tre dagar innan sändningen krävde Nikita Vysotskij att de klippte bort Vladimir Vysotskijs dikter och sånger).
År 2006, till Vysotskijs 65-årsjubileum, visade TV-kanalen "Rossija" Ilja Rubinsjteins film Den franska drömmen. Därefter har olika regissörer gjort mer än 10 dokumentärfilmer.
Filmen Fartovyj gjordes år 2006 efter Vysotskijs och Montjinskijs roman Det svarta ljuset .
Vysotskijs gestalt har även använts
- som en av prototyperna för hjälten "Viktor Banev" i Arkadij och Boris Strugatskijs novell Gadkije lebedi. Med Vysotskijs tillåtelse fick en lätt modifierad variant av hans sång Jag har fått nog... användas.
- i filmen Kopejka av Ivan Dychovitjnij (Ива́н Дыхови́чный) , där Igor Artasjonov (Игорь Арташонов) spelar Vysotskij
- i TV-serien Galina (Гали́на)
- i filmen Solens hus (До́м Со́лнца 'Dom Solntsa')av Garik Sukatjev (Га́рик Сукачёв), där regissören själv spelade Vysotskij.
- i filmen Vysotskij. Tack för att du är i livet (Высоцкий. Спасибо, что живой 'Vysotskij. Spasibo, tjto zjivoj') 2011), där Sergej Bezrukov (Серге́й Безру́ков) spelar Vysotskij.
- i TV-serien Månens baksida (Обра́тная сторона́ Луны́ 'Obratnaja storona Luny') 2012, där skådespelaren Artur Fedorovitj (Артур Федорович) spelar Vysotskij.

### Vysotskij på TV
- 22 januari 1980 gjorde den ryska statliga televisionen sin enda inspelning av Vysotskij under hans livstid (för programmet "Kinopanorama" av regissören Xenia Marinina). Men av censurskäl fick inspelningen ligga på hyllan i 7 år och visades först 1987 under namnet Vladimir Vysotskij. Monolog.
- 25 november 2011 sände Kanal 1 en film om Vysotskij i serien "Republikens egendom".

### Asteroid
Asteroiden 2374 Vladvysotskij är uppkallad efter honom.